# Иванов, Александр (латвийский футболист)
Алекса́ндр Ивано́в (латыш. Aleksandrs Ivanovs; 16 ноября 1985, Даугавпилс) — латвийский футболист, защитник.

## Биография
Являясь воспитанником даугавпилсского футбола, в 2003 году Александр Иванов присоединился к местному клубу «Диттон». В 2004 году он в рядах клуба дебютировал в Высшей лиге Латвии, но по итогам сезона «Диттон» выбыл обратно в Первую лигу.
В 2005 году Александр Иванов вместе с даугавпилсским «Диттоном» вновь завоёвывает право играть в Высшей лиге, и где в 2006 году им всё таки удаётся закрепиться. Перед сезоном 2007 года «Диттон» сменил название на «Даугава».
В начале 2008 года Александр Иванов был отдан в аренду другому даугавпилсскому клубу — «Динабург», а в марте 2009 года он перешёл резекненскую «Блазму».
В начале 2010 года Александр Иванов побывал на просмотре в Венгрии, но в итоге присоединился к клубу «Гулбене», с которой за сезон вышел в Высшую лигу.